# Барнсвилл (Огайо)
Барнсвилл ― посёлок в округе Белмонт, штат Огайо, США. Он расположен в центральной части тауншипа Уоррен округа Белмонт, является частью Уилинга, штат Западная Вирджиния, и относится к метрополитенскому статистическому ареалу Уилинг. Население при переписи 2010 года составило 4193 человека.

## История
Город был назван в честь Джеймса Барнса, который был первым поселенцем. Барнс родился в округе Монтгомери, штат Мэриленд, и был женат на Нэнси Харрисон, «умной квакерской леди». Барнс владел фермой в округе Монтгомери, а позже основал там город, также известный как Барнсвилл, штат Мэриленд, где некоторое время управлял лавкой.
В 1803 году он переехал в Сент-Клэрсвилл, штат Огайо, где он управлял трактиром и магазином покрупнее. В 1806 году Барнс поселился в тауншипе Уоррен в округе Белмонт, где он расчистил лес, построил дом, основал кожевенный и универсальный магазин и развёл сады. В ноябре 1808 года был заложен административный центр Барнсвилла, а четыре года спустя мистер Барнс и его семья стали постоянными жителями нового посёлка. В 1833 году Барнсвилл был описан как поселение, имеющее шесть магазинов и паровую мельницу.
Барнсвилл был юридически оформлен как посёлок в 1835 году.

## География
Барнсвилл имеет координаты 39°59′17″ с. ш. 81°10′32″ з. д.
По данным Бюро переписи населения США, общая площадь посёлка составляет 1,95 квадратной мили (5,05 км2), из которых 1,94 квадратной мили (5,02 км2) — это земля и 0,01 квадратной мили (0,03 км2) — это вода.

## Демография

### Перепись 2010 года
По данным переписи 2010 года в посёлке проживало 4193 человека, было 1763 домашних хозяйства и 1114 семей. Плотность населения была 2161,3 жителя на квадратную милю (834,5/км²). Было 2 011 единиц жилья при средней плотности 1036,6 на квадратную милю (400,2/км²). Расовый состав жителей посёлка: 97,0 % белых, 0,9 % афроамериканцев, 0,1 % коренных американцев, 0,3 % азиатов и 1,6 % из двух или более рас. Испаноговорящих или латиноамериканцев любой расы было 0,6 % населения.
Существовали 1763 семьи, из которых 29,4 % имели детей в возрасте до 18 лет, проживающих совместно; 42,4 % были женатыми парами, 15,7 % семей состояли из женщин без мужей, 5,1 % семей состояли из мужчин без жены, и 36,8 % не имели семьи. 32,0 % всех домашних хозяйств состояли из одиночек, причём 16,3 % хозяйств состояли из одинокого пожилого человека возрастом от 65 лет и старше. Средний размер домашнего хозяйства составлял 2,28 человека, а средний размер семьи — 2,82 человека.
Средний возраст в посёлке был 41,4 года. 21,4 % жителей были моложе 18 лет; 8,9 % были в возрасте от 18 до 24 лет; 23,9 % были от 25 до 44 лет; 25,5 % были от 45 до 64 лет; и 20,5 % были 65 лет и старше. Гендерный состав посёлка: 46,2 % мужчин и 53,8 % женщин.

### Перепись 2000 года
По данным переписи 2000 года в посёлке проживало 4225 человек, было 1769 хозяйств и 1119 семей. Плотность населения была 2196.6 человека на квадратную милю (849.6/км2). Было 1964 единицы жилья при средней плотности 1021,1 на квадратную милю (395,0/км 2). Расовый состав населения посёлка: 98,41 % белых, 0,71 % афроамериканцев, 0,07 % коренных американцев, 0,17 % азиатов и 0,64 % от двух или более рас. Испаноговорящих или латиноамериканцев любой расы было 0,26 % населения.
Существовало 1769 семей, из которых 28,9 % имели детей в возрасте до 18 лет, проживающих совместно, 45,5 % были женатыми парами, в 13,9 % семей женщины проживали без мужей, а 36,7 % жителей не имели семьи. 33,7 % всех домашних хозяйств состояли из одиночек, и в 18,5 % случаев семья состояла из одного пожилого человека в возрасте 65 лет и старше. Средний размер домохозяйства — 2,30, а семьи — 2,94 человека.
В посёлке было 23,6 % жителей в возрасте до 18 лет, 8,3 % — с 18 до 24, 25,5 % — с 25 до 44, 21,7 % — с 45 до 64 и 20,8 % жителей с 65 лет и старше. Средний возраст составлял 40 лет. На каждые 100 женщин приходилось 82,0 мужчин. На каждые 100 женщин возрастом 18 лет и старше приходилось 77,4 мужчины.
Медианный доход на хозяйство в посёлке составил 23 925 долларов, а медианный доход на семью — 31 927 долларов. Медианный доход мужчин составлял 25 098 долларов против 16 119 долларов для женщин. Доход на душу населения в посёлке составил 14 105 долларов США. Около 21,2 % семей и 22,1 % населения жили ниже черты бедности, в том числе 35,1 % из них моложе 18 лет и 14,6 % тех, кто в возрасте 65 лет и старше.

### Современное состояние
Бюро переписи населения США проводит ежегодные исследования населения страны с помощью выборочных опросов. К сожалению, данные этих исследований на разных страницах сайта Бюро различаются. Согласно одному источнику, депопуляция Барнсвилла продолжается, и к 2017 году численность населения достигла 4070 человек, а в 2018 году составила 4039 человек. Согласно другому источнику, границу в 4000 человек Барнсвилл пересёк ещё в 2015 году, и к 2017 она составляла 3806 человек. Медианный доход на хозяйство составлял 36 607 долларов. Ниже уровня бедности находилось 17,6 % жителей посёлка. Уровень занятости составлял 52,1 % трудоспособного населения. Медианный возраст жителей Барнсвилла составлял 44,3 года. Более 10 % мужчин являлись ветеранами. Основной язык общения для жителей Барнсвелла был английский и 1 % населения говорил по-испански. 99,7 % населения были белыми, 0,2 % — неграми и 0,1 % считали себя принадлежащими к двум или более расам. Более 23 % жителей были инвалидами, что почти вдвое выше, чем в среднем по США (12,6 %). Более 90 % жителей посёлка имели среднее или даже более высокое образование.

## Искусство и культура
В Барнсвилле находится Викторианский особняк-музей округа Белмонт. В музее двадцать шесть залов, отреставрированных в стиле викторианской эпохи.
Каждый сентябрь посёлок становится хозяином Барнсвиллского фестиваля тыквы, привлекая туристов из близлежащих регионов.

## Образование
Посёлок Барнсвилл входит в школьный округ Барнсвилл. В 2002 году в школах была проведена реконструкция, чтобы улучшить внешний вид и усилить качество учебного процесса.
В посёлке есть три основные школы: начальная школа Барнсвилла, средняя школа Барнсвилла и старшая школа Барнсвилла.
В посёлке также расположена школа друзей Олни, небольшая частная школа-интернат для старшеклассников (9-12 классы), принадлежащая Религиозному обществу друзей (квакеров).

## Известные люди
- Илайша Грей — претендент на звание изобретателя телефона.
- Исаак Чарльз Паркер[англ.] — Судья-Вешатель.
- Стэнли Пламли[англ.] — американский поэт.
- Джордж Шеннон[англ.] — член экспедиции Льюиса и Кларка.
- Уилсон Шеннон[англ.] — 14-й и 16-й губернатор штата Огайо и первый, родившийся в штате.
- Карин Бергквист — солистка группы Over the Rhine.

## Галерея
| - Центр города Барнсвилл, глядя на восток - Викторианский особняк в округе Белмонт - Историческое здание железнодорожного депо - Старый дом, постройки 1850-х |